# Vita (Flavio Giuseppe)
Vita (in greco antico: Φλαΐου Ἰωσήπου βίος?, Flaḯou Iosépou Bíos; in latino Vita) è un'opera autobiografica in un libro dello storiografo ebreo Flavio Giuseppe, scritta in greco ellenistico e apparsa tra il 93-94 (anno di pubblicazione delle Antichità giudaiche) e il 96 d.C. (morte dell'imperatore Domiziano). Tranne brevi cenni biografici all'inizio e alla fine, la maggior parte dell'opera è dedicata all'attività di comandante della Galilea svolta dell'autore nel 67/67 d.C., in particolare alle misure preventive da lui adottate  prima delle vere azioni ostili contro i Romani durante la prima guerra giudaica.

## Genesi dell'opera

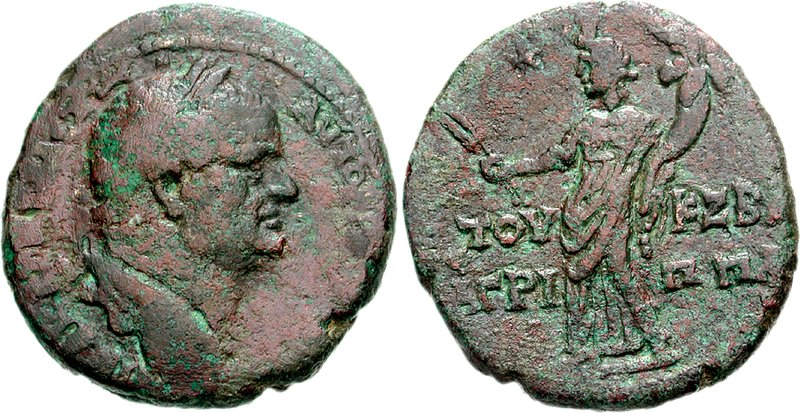
Moneta di Agrippa II con l'effigie di Vespasiano

La Vita nasce come appendice delle Antichità giudaiche. Verso la fine di quest'ultima opera Flavio Giuseppe afferma di scrivere «nell'anno tredicesimo del regno di Cesare Domiziano e nell'anno cinquantesimosesto della mia vita»; aggiunge di voler parlare brevemente di sé quando è ancora in vita, e pertanto le sue affermazioni possono essere contestate o confermate da testimoni, e che con le informazioni sulla sua vita concluderà le sue Antichità giudaiche. Parallelamente, nell'explicit della Vita Giuseppe dichiara essere giunto al termine delle Antichità giudaiche. Sulla base di queste informazioni sia la Vita che le Antichità giudaiche devono essere datate attorno all'anno 93-94 d.C.
In molti passi della Vita, tuttavia, Giuseppe polemizza con gli scritti di Giusto di Tiberiade, accusato fra l'altro da Giuseppe di aver scritto la Storia della guerra giudaica dopo la morte degli imperatori Vespasiano e Tito e del re Agrippa. Poiché Fozio affermava che il re Agrippa era morto nel terzo anno dell'imperatore Traiano, cioè nell'anno 100-101, è stato ipotizzato che la Vita fosse stata scritta una decina d'anni dopo le Antichità giudaiche, ovvero ne fosse stata fatta una sua doppia edizione. Recenti studi basati anche su materiali epigrafici e numismatici hanno permesso di datare la morte di Agrippa a prima dell'anno 93, facendo concludere che l'affermazione di Fozio sulla data di morte di Agrippa non è verosimile, e facendo pertanto cadere anche le ipotesi sulla doppia edizione della Vita.

## Contenuto

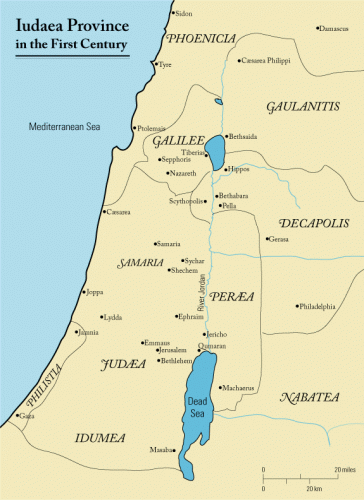
Giudea e Galilea nel I secolo d.C.

La Vita è la più breve delle opere di Giuseppe Flavio: comprende un solo libro e contiene 430 versetti. L'autore inizia esponendo la genealogia della sua famiglia (vv. 1-6). Segue una breve descrizione dell'infanzia e della giovinezza e dell'istruzione ricevuta (vv. 7-12), di un suo viaggio a Roma, fatto all'età di ventisei anni con lo scopo di far liberare tre sacerdoti ebrei arrestati ingiustamente, obbiettivo raggiunto grazie all'appoggio di Poppea (vv. 13-16). Descrive quindi dettagliatamente la situazione politica trovata a Gerusalemme al suo ritorno da Roma e i suoi tentativi di scongiurare la guerra con i Romani (vv. 17-27), l'inizio della guerra e la sua nomina a comandante della Galilea (vv. 28-29). Descrive quindi dettagliatamente la sua attività in Galilea e le fasi della guerra fino all'arrivo di Vespasiano a Tolemaide (vv. 30-411); questa sezione è sovrapponibile a quanto descritto da Giuseppe nella Guerra giudaica dal Libro II, 562 al Libro III, 34 a cui peraltro Giuseppe nella Vita fa esplicito riferimento. Il versetto 413 della Vita rappresenta la transizione verso la narrazione degli eventi successivi all'anno 67: la cattura di Giuseppe da parte di Vespasiano, un suo matrimonio con una prigioniera ebrea impostogli da Vespasiano (v. 414), la morte della moglie, il soggiorno ad Alessandria e un nuovo matrimonio (v. 415), la partecipazione all'assedio di Gerusalemme al seguito di Tito (vv. 416-17), la liberazione di amici e conoscenti ebrei dopo la caduta della città (vv. 418-421), il ritorno a Roma e l'ottenimento da parte di Vespasiano di onori fra cui la cittadinanza romana (v. 423), il ripudio della moglie alessandrina e un nuovo matrimonio con una ebrea di Creta, la nascita di due figli: Giusto e Simonide Agrippa (vv. 424-427). La protezione dei Flavi continua anche sotto Domiziano (vv. 428-29). Explicit e dedica a tale Epafrodito, probabilmente Marco Mezio Epafrodito (v. 430).

## Critica
Si è spesso discusso se la Vita di Giuseppe sia una vera autobiografia, oppure se abbia l'aspetto di un'autobiografia ma sia invece un'apologia, scritta da Giuseppe con lo scopo di difendersi dalle accuse formulate dai suoi avversari, soprattutto dalle accuse formulate da Giusto di Tiberiade a cui Giuseppe ribatte estesamente nei versetti 336-356 dell'opera. A sostegno della seconda tesi c'è la piccola percentuale dell'opera dedicata da Giuseppe alle notizie autobiografiche, contro l'85% dedicata agli avvenimenti storici legati alla preparazione della guerra in Galilea contro i Romani. I sostenitori della prima tesi ritengono che in realtà lo scopo apologetico sia evidente solo in una piccola parte dell'opera, che il rilievo sproporzionato dato ad alcuni eventi sia legato alle insolite esperienze di vita avute dall'autore e che, nonostante la distribuzione poco omogenea dei contenuti, la Vita sia complessivamente una vera autobiografia, anzi la più antica autobiografia che conosciamo.

## Edizioni

### Manoscritti
I principali manoscritti che ci hanno tramandato il testo in lingua greca della Vita sono cinque, databili fra l'XI e il XIV secolo:
- P - Codex Palatinus (Vaticanus) Graecus 14, pergamena, IX o X secolo; Biblioteca Vaticana (Roma)
- R - Codex Regius (Parisinus) Graecus 1423, pergamena, XIII o XIV secolo; Biblioteca nazionale di Francia (Parigi)
- A - Codex Ambrosianus (Mediolanensis) F 128 sup. = Gr. 370, pergamena, XI secolo; Biblioteca Ambrosiana (Milano)
- M - Codex Mediceo-Laurentianus, Plut. 69, Cod. 10, carta, 1469; Biblioteca Medicea Laurenziana (Firenze)
- W - Codex Vaticanus Graecus 984, pergamena, 1354; Biblioteca Vaticana (Roma)

I manoscritti sono divisibili sostanzialmente in due raggruppamenti: PR e AMW. Sul primo gruppo, soprattutto su P, si basa l'edizione critica di Benedikt Niese, comparsa a Berlino nel 1890 , il cui testo è disponibile on-line. Sul gruppo AMW si basa l'edizione critica Teubner a cura di Naber del 1890. Al contrario, Thackeray basò la sua edizione critica per la Loeb Classical Library sulla combinazione PRA , che è servita con poche varianti dalla edizione francese di Pelletier del 1959 e dall'edizione italiana di Giorgio Jossa del 1992. Infine, la recente edizione critica del gruppo tedesco di Münster (2008) si basa su tutti e cinque i gruppi più un codice "Bononiensis" (Codex Bononiensis Graecus 3568, carta, XIV o XV secolo; Biblioteca universitaria di Bologna). La Vita è l'unica fra le opere di Flavio Giuseppe a non aver beneficiato di una traduzione latina nella tarda antichità, e ciò non ha permesso di colmare alcune piccole lacune presenti nei manoscritti in lingua greca, soprattutto nei versetti 47, 143 e 411.

### Edizioni critiche

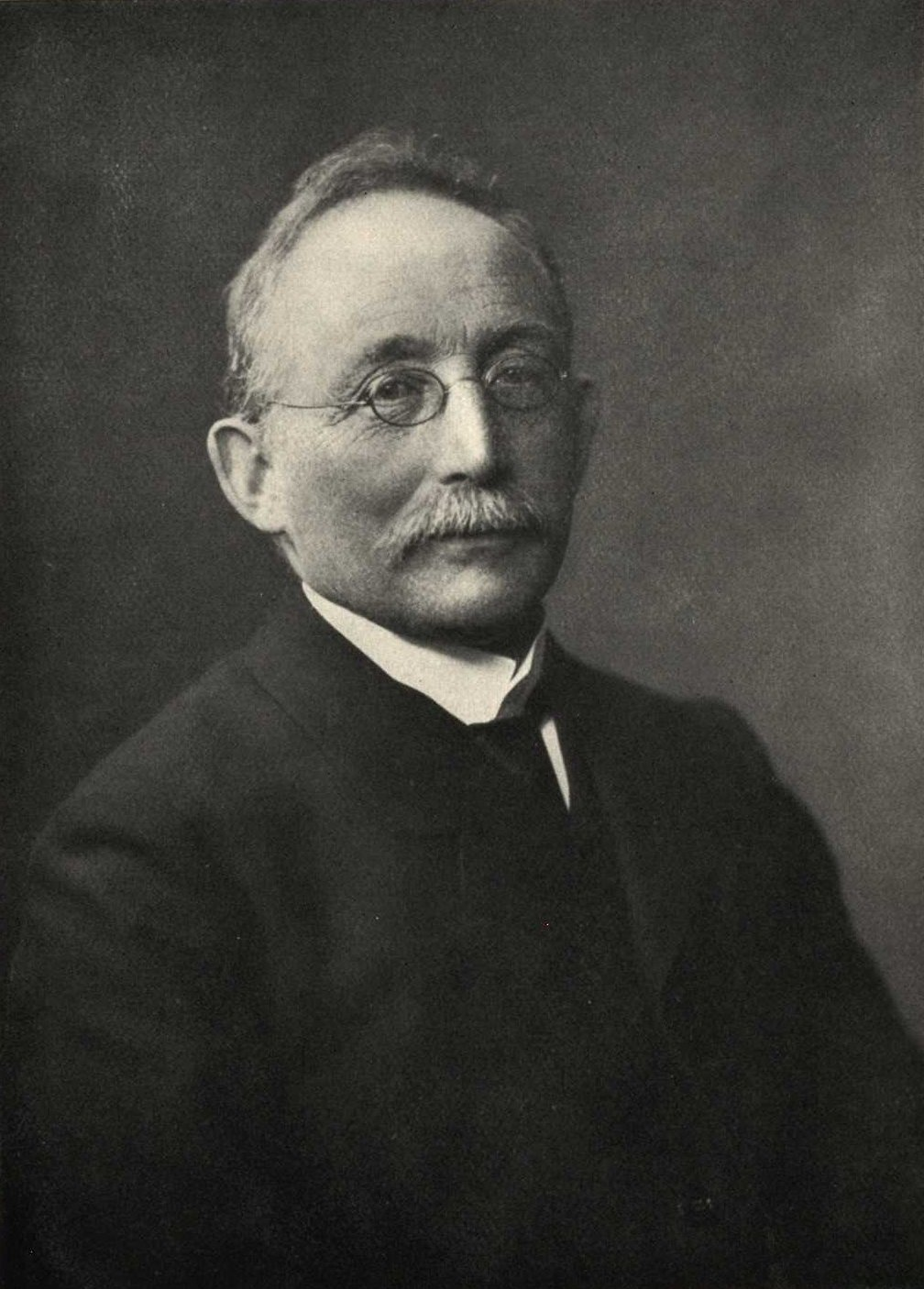
Benedikt Niese

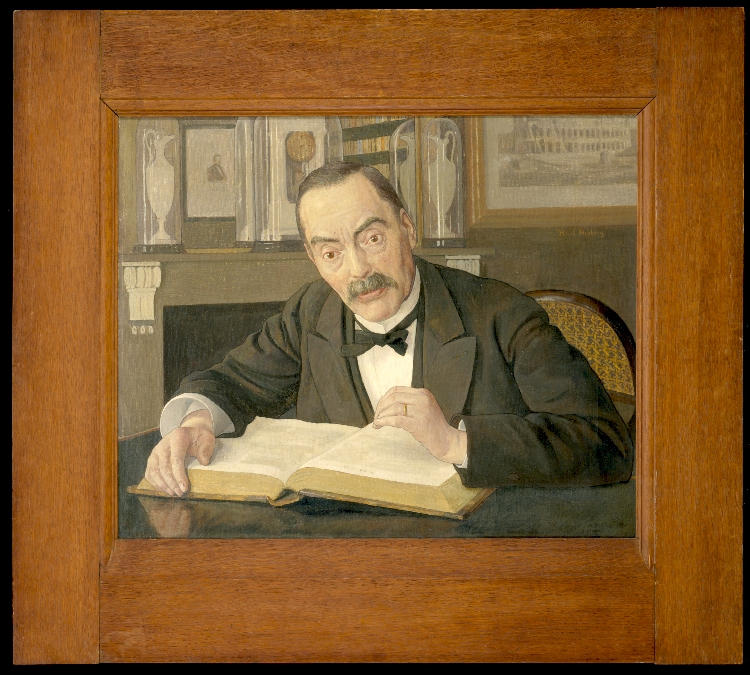
Samuel Adrianus Naber

- (GRC) Flavius Iosephus, Flavii Iosephi opera edidit et apparatu critico instruxit Benedictus Niese, Vol. IV: Antiquitatum Iudaicarum libri 16-20 et Vita, a cura di Niese, Berolini, apud Weidmannos, 1890.
- (GRC) Flavius Iosephus, Opera omnia : post 1. Bekkerum recognovit Samuel Adrianus Naber, Vol. III: Vita, a cura di Samuel Adrianus Naber, Lipsiae, Tereux, 1892.
- (GRC) Flavius Iosephus, The life ; Against Apion; with an English translation by Henry St. John Thackeray, a cura di Henry St. John Thackeray, London, Heinemann ; Cambridge (Mass.), Harvard University press, 1926.
- (GRC) Flavius Josèphe, Autobiographie, a cura di André Pelletier, collana Collection des Universités de France, série grecque, traduzione di André Pelletier, Paris, Les Belles-Lettres, 1959.
- (GRC) Flavius Josephus, Aus Meinem Leben (Vita), Übersetzung und Kommentar von Folker Siegert, Heinz Schreckenberg, Manuel Vogel, a cura di Folker Siegert, Heinz Schreckenberg, Manuel Vogel, und dem Josephus-Arbeitskreis des Institutum Judaicum Delitzschianum, Münster, Tübingen, Mohr Siebeck, 2011, ISBN 978-3-16-151678-8.

### Edizioni in lingua italiana
- Delle opere di Giuseppe Flavio dall'original testo greco, Tomo terzo in cui si contengono gli ultimi quattro libri delle Antichità giudaiche, la Vita dell'autore scritta da lui medesimo, i due libri Contro Apione, traduzione di Francesco Angiolini, Verona, Eredi di Marco Moroni, 1780.
- Flavius Iosephus, Autobiografia, a cura di Giorgio Jossa, collana I grandi Classici latini e greci, traduzione di Giorgio Jossa, Introduzione, traduzione e note di Giorgio Jossa, testo greco a fronte, Napoli, M. D'Auria, 1992, ISBN 88-7092-089-5.
- Flavius Iosephus, Autobiografia, collana I grandi Classici latini e greci, traduzione di Elvira Migliario, introduzione e note di Elvira Migliario ; testo greco a fronte, Milano, Fabbri editori, 1997.